# دهنگانه شهر
دهنگانه شهر (به انگلیسی: Dhingana City) یک شهر در پاکستان است که در پنجاب واقع شده‌است.